# Bevinahalli, Sira
Bevinahalli là một làng thuộc tehsil Sira, huyện Tumkur, bang Karnataka, Ấn Độ.